# Malcher Kazimierz Kamiński
Malcher Kazimierz Kamiński (Kamieński) herbu Prawdzic – cześnik wileński w latach 1690–1704.
W 1697 roku był elektorem Augusta II Mocnego z województwa wileńskiego.